# Saint-Sernin-sur-Rance
Saint-Sernin-sur-Rance là một xã ở tỉnh Aveyron, thuộc vùng Occitanie ở miền nam nước Pháp.